# Ścieżka ekspansji produkcji
Ścieżka ekspansji produkcji  - to krzywa składająca się z punktów styczności między równoległymi liniami jednakowego kosztu oraz odpowiednimi izokwantami produkcji. Punkty na ścieżce ekspansji oznaczają optymalne kombinacje czynników, odpowiadające różnym poziomom produkcji. Należy podkreślić, iż ścieżka ekspansji produkcji posiada znaczenie ekonomiczne tylko wówczas, gdy przyjmiemy, że celem działalności przedsiębiorstwa jest maksymalizacja zysku.
Jeśli funkcja produkcji jest jednorodna (dowolnego stopnia), to ścieżka ekspansji produkcji jest liniowa.